# Petite Neva
Pour les articles homonymes, voir Neva (homonymie).
Ne doit pas être confondu avec Petite Nevka.
La Petite Neva (en russe : Малая Нева, Malaïa Neva) est un cours d'eau défluent de la rivière Neva à Saint-Pétersbourg, en Russie.

## Description
La Neva se divise dans le centre historique de la ville de Saint-Pétersbourg en Grande Neva (le bras sud) et Petite Neva (le bras nord) au niveau de la pointe la plus à l'est de l'île Vassilievski.
La Petite Neva a une longueur de 4,25 kilomètres. Sa largeur est de 200 à 400 mètres et sa profondeur de 3 à 7 mètres. Elle a ses propres bras, la Smolenka et la Zhdanovka. 
Trois ponts sont jetés sur la Petite Neva, le pont Lazarev, le pont de la Bourse et le pont Toutchkov.